# Jules Chevrier
Pour les articles homonymes, voir Chevrier (homonymie).
Jules Jean Chevrier, né le 4 février 1816 à Chalon-sur-Saône et mort le 15 octobre 1883 à Farges-lès-Chalon, est un peintre, graveur, archéologue et collectionneur français. Il est le cofondateur du musée Vivant-Denon de Chalon-sur-Saône et de la société d'histoire et d'archéologie de cette même ville.

## Biographie
Son père, Claude Chevrier, est un négociant en tissus. Jules Chevrier est collégien à Chalon puis bachelier ès lettres en 1835. Il se marie en 1843 avec Pierrette Baillet et travaille avec son père.
En 1844, il fonde avec Léopold Niepce la Société d'histoire et d'archéologie de Chalon-sur-Saône, dont il devient le trésorier.
Son père meurt en 1849 ; il lui succède à la tête de l'entreprise de négoce. Dans le même temps il s'adonne à l'une de ses passions : la peinture. Il devient l'élève de Thomas Couture.
En 1850, il est veuf. En 1852, il est élu conseiller municipal de Chalon et est nommé adjoint au maire, en 1853. Il fonde la Société des amis des arts en 1854 et en devient le président.
Le 4 juin 1854, il épouse en secondes noces Cornélie Clavière à Chalon.
En 1861, il découvre les instruments de Nicéphore Niépce et s’attache à rendre à cet inventeur la place qu'il mérite. Il se consacre à la création du musée de la ville et en devient le directeur. En 1869 et 1874, il fait deux voyages en Italie au cours desquels il étudie la sculpture romaine et il ramène une Vénus marine.

## Postérité
Par son testament, il lègue à la ville de Chalon, pour le musée, plus de 600 objets :
- armes, ustensiles et objets d'art en bronze et en fer
- verres et des terres cuites, des poteries destinées à des usages domestiques
- armes et ustensiles des temps préhistoriques.

## Titres et décorations
- Chevalier de la Légion d'honneur (13 mars 1869)[8]
- Correspondant du Ministère de l'Instruction publique pour les travaux historiques
- Officier d'académie pour ses travaux archéologiques
- Une rue de Chalon-sur-Saône porte son nom.

## Œuvres

### Ouvrages et articles
- « Lettre à M. Letronne sur le nom romain du peintre grec Diogène », Revue Archéologique, no 2,‎ 1847, p. 583-584.
- « Groupe antique représentant un gladiateur terrassé par un lion, trouvé en septembre 1856, à Chalon-sur-Saône », Mémoires de la Société d'histoire et d'archéologie de Chalon-sur-Saône, 1859.
- « Beaux-arts. Les Artistes de Chalon-sur-Saône à l'exposition de Besançon », Courrier de Saône-et-Loire, octobre 1860.
- Archéologie et photographie. Note à propos de J. Nicéphore Niépce, et du dépôt de ses instruments et de ses premières épreuves, dans le musée de Chalon-sur-Saône, Chalon-sur-Saône, Montalan, 1861, 16 p. (Lire en ligne).
- Archéologie. Quelques mots à propos de l'organisation des musées dans la ville de Chalon-s-S. Statue et inscriptions antiques, Chalon-sur-Saône, Montalan, 1864, 31 p.
- Chalon-sur-Saône pittoresque et démoli. Environs et légendes à l'eau-forte et à la plume, préface de Léopold Nipéce, Paris, A. Quantin, XXVII-214 p., 1883, illustré d'eaux fortes (Lire en ligne).
- « Fouilles de La Grange-Frangy exécutées en novembre 1865 : note archéologique », Mémoires de la Société d'histoire et d'archéologie de Chalon-sur-Saône, 1967.
- Étude sur une nouvelle statue de Vénus marine, de travail grec... inédite et signée, Paris, Didier, 1876, 19 p. et pl.

### Dessins et eaux-fortes
Jusqu'en 1862, Jules Chevrier dessine des sujets divers pris au cours de la vie quotidienne, dessins au crayon doux. Dès 1874, il s'oriente vers la gravure.
Il illustre en 1877 un ouvrage sur la bibliophilie de 16 eaux-fortes  : François Fertiault (préf. Bibliophile Jacob), Les amoureux du livre. Sonnets d'un bibliophile. Fantaisies d'un bibliomane. Commandements du bibliophile. Bibliophiliana, Paris, A. Claudin, 1877, XL-400 p. (lire en ligne) ; son ouvrage Chalon-sur-Saône pittoresque et démoli publié en 1883 est illustré de ses propres eaux-fortes.

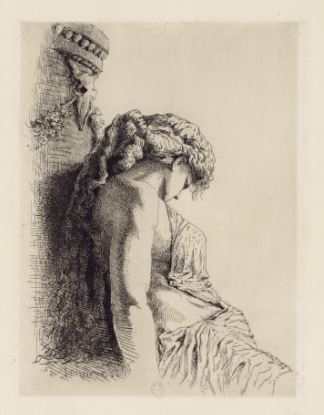
Bacchante ivre, eau-forte, 1866
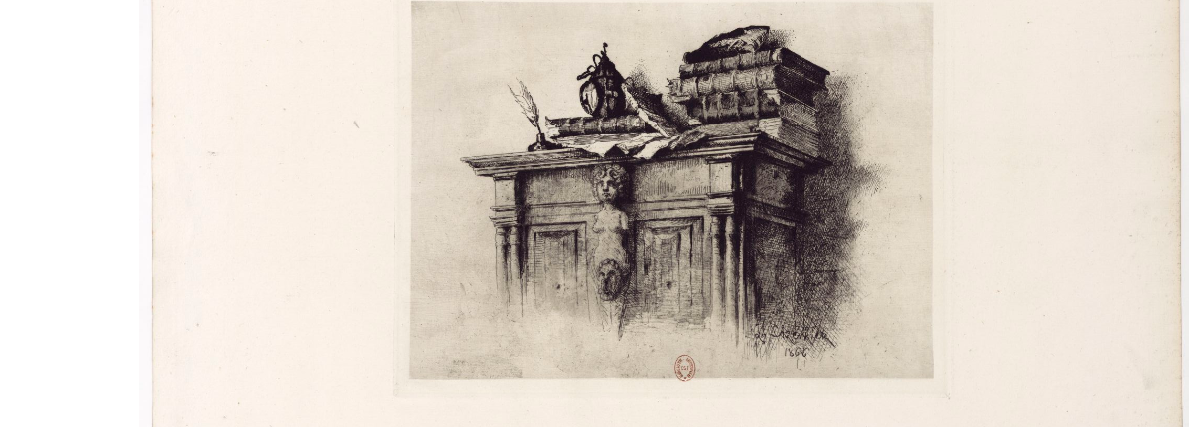
Nature morte, eau-forte, 1867

### Peintures
- Les ruines du château de Montaigu, 1859, huile sur toile, Musée Vivant Denon, Chalon-sur-Saône.